# Universal Volley Modena
L'Universal Volley Modena è stata una società pallavolistica femminile di Modena; fondata a Carpi, dal 2010, anno della prima promozione in Serie A1, ha trasferito la sua sede nel capoluogo.

## Storia della società
Sorta nel 1970 all'interno dell'associazione parrocchiale Gruppo Sportivo Universal, a sua volta fondata negli anni cinquanta, nel 1978, dopo aver acquisito il titolo sportivo della società Invicta di Modena in Serie B, conquistò la promozione in A2, sponsorizzata dall'industria meccanica Goldoni. Nel 1983-84, dopo un buon quinto posto in seconda serie, rinunciò all'iscrizione al campionato successivo per motivi economici.
Per il successivo ventennio la squadra militò prevalentemente in Serie C; nel 1994 si staccò dal G.S. Universal, assumendo la denominazione Universal Goldoni, poi modificata ancora nel 2002 (Universal Possidiese) e nel 2005 in Universal Volley Femminile Carpi. A partire dal 2005 ha vissuto una rapida ascesa che, al termine del campionato 2008-09, l'ha riportata in Serie A2 a venticinque anni dall'ultima partecipazione a quel campionato; vinti i play-off promozione contro il Parma, la squadra ottenne nella stagione 2009-10 anche la promozione in A1.
La squadra ha trasferito nel 2010 la sua sede a Modena, dove aveva già disputato le ultime gare del campionato precedente, assumendo la denominazione di Universal Volley Modena.
Fino alla stagione 2011-12 è stata patrocinata dall'azienda tessile Liu Jo, già sponsor dell'Īraklīs Salonicco.
Pochi giorni prima dell'inizio della stagione 2012-13 stringe un accordo con la compagnia di assicurazioni Assicuratrice Milanese per il title sponsor, fino a quel momento mancante dopo la fine del sodalizio con Liu Jo. Il 22 gennaio 2013 è stato annunciato il ritiro della squadra dal campionato italiano e la cessazione dell'attività sportiva per mancanza di fondi.

## Denominazioni precedenti
- 1970-2002 Gruppo Sportivo Universal
- 2002-2005 Universal Possidiese Carpi
- 2005-2010 Universal Femminile Volley Carpi